# Chemnitzer Fußballclub 2019-2020
Questa voce raccoglie le informazioni riguardanti il Chemnitzer Fußballclub nelle competizioni ufficiali della stagione 2019-2020.

## Stagione
Nella stagione 2019-2020 il Chemnitz, allenato da David Bergner, Sreto Ristić e Patrick Glöckner, concluse il campionato di 3. Liga al 17º posto e fu retrocesso in Regionalliga. In Coppa di Germania il Chemnitz fu eliminato al primo turno dall'Amburgo.

## Rosa
| N. |                        | Ruolo | Calciatore            |
| -- | ---------------------- | ----- | --------------------- |
| 1  | Rep. Ceca (bandiera)   | P     | Jakub Jakubov         |
| 2  | Stati Uniti (bandiera) | D     | Lennard Maloney       |
| 3  | Austria (bandiera)     | D     | Niklas Hoheneder      |
| 5  | Bulgaria (bandiera)    | D     | Kostadin Velkov       |
| 6  | Grecia (bandiera)      | C     | Ioannis Karsanidis    |
| 7  | Germania (bandiera)    | A     | Davud Tuma            |
| 8  | Germania (bandiera)    | D     | Sandro Sirigu         |
| 9  | Germania (bandiera)    | C     | Florian Krebs         |
| 13 | Germania (bandiera)    | D     | Clemens Schoppenhauer |
| 14 | Germania (bandiera)    | C     | Tim Campulka          |
| 15 | Germania (bandiera)    | A     | Noah Awuku            |
| 16 | Germania (bandiera)    | C     | Rafael García         |
| 17 | Germania (bandiera)    | C     | Erik Tallig           |
| 18 | Germania (bandiera)    | C     | Daniel Bohl           |

| N. |                     | Ruolo | Calciatore              |
| -- | ------------------- | ----- | ----------------------- |
| 19 | Germania (bandiera) | A     | Nils Blumberg           |
| 20 | Germania (bandiera) | D     | Pascal Itter            |
| 22 | Germania (bandiera) | P     | Joshua Mroß             |
| 24 | Germania (bandiera) | A     | Maximilian Oesterhelweg |
| 25 | Germania (bandiera) | D     | Sören Reddemann         |
| 26 | Austria (bandiera)  | A     | Philipp Hosiner         |
| 27 | Austria (bandiera)  | C     | Philipp Sturm           |
| 29 | Germania (bandiera) | C     | Matti Langer            |
| 30 | Germania (bandiera) | P     | Sönke Günther           |
| 31 | Germania (bandiera) | D     | Paul Milde              |
| 32 | Germania (bandiera) | A     | Tarsis Bonga            |
| 33 | Germania (bandiera) | A     | Dejan Bozic             |
| 38 | Germania (bandiera) | C     | Tobias Müller           |
| 40 | Germania (bandiera) | P     | David Wunsch            |

## Organigramma societario
Area tecnica
- Allenatore: Patrick Glöckner
- Allenatore in seconda: Sreto Ristić, Christian Tiffert
- Preparatore dei portieri: Holger Hiemann, Marcel Höttecke, Thomas Köhler
- Preparatori atletici: Florian Braband, Sebastian Lange, Olaf Renn

## Calciomercato

### Sessione estiva
| Acquisti | Acquisti              | Acquisti           | Acquisti |
| R.       | Nome                  | da                 | Modalità |
| -------- | --------------------- | ------------------ | -------- |
| A        | Noah Awuku            | Holstein Kiel      |          |
| A        | Philipp Hosiner       | Sturm Graz         |          |
| A        | Davud Tuma            | Hallescher         |          |
| C        | Daniel Bohl           | Energie Cottbus    |          |
| C        | Philipp Sturm         | Liefering          |          |
| A        | Nils Blumberg         | Hertha Berlino II  |          |
| A        | Tarsis Bonga          | Zwickau            |          |
| D        | Thomas Doyle          | Wellington Phoenix |          |
| P        | Sönke Günther         | Friburgo U19       |          |
| C        | Marcelo Freitas       | Energie Cottbus    |          |
| D        | Sören Reddemann       | Wehen Wiesbaden    |          |
| C        | Georgi Sărmov         | Etăr               |          |
| D        | Clemens Schoppenhauer | Aalen              |          |

| Cessioni | Cessioni           | Cessioni                    | Cessioni |
| R.       | Nome               | a                           | Modalità |
| -------- | ------------------ | --------------------------- | -------- |
| C        | Marcelo Freitas    | Nacional                    |          |
| D        | Fabian Müller      | Pipinsried                  |          |
| P        | Lucas Hiemann      | Optik Rathenow              |          |
| A        | Timo Mauer         | Meuselwitz                  |          |
| D        | Michael Blum       | BFC Dynamo                  |          |
| D        | Deji Beyreuther    | Hoffenheim II               |          |
| D        | Paul-Luis Eckhardt | VfL 05 Hohenstein-Ernstthal |          |
| C        | Dennis Grote       | Rot-Weiss Essen             |          |
| P        | Florian Sowade     | Germania Halberstadt        |          |
| D        | Kristian Taag      | BFC Dynamo                  |          |

### Sessione invernale
| Acquisti | Acquisti        | Acquisti          | Acquisti |
| R.       | Nome            | da                | Modalità |
| -------- | --------------- | ----------------- | -------- |
| C        | Florian Krebs   | Hertha Berlino II |          |
| D        | Lennard Maloney | Union Berlino     |          |

| Cessioni | Cessioni        | Cessioni           | Cessioni |
| R.       | Nome            | a                  | Modalità |
| -------- | --------------- | ------------------ | -------- |
| C        | Jakob Gesien    | FSV 63 Luckenwalde |          |
| C        | Jan-Pelle Hoppe | Kickers Offenbach  |          |

## Risultati

### 3. Liga

#### Girone di andata
| Arbitro: | Hartmann |

|                    |           |             |
| Seegert 55’ (aut.) | Marcatori | 22’ Deville |

| Arbitro: | Alt |

|                             |           |                            |
| Bunjaku 22’, 47’ Handle 32’ | Marcatori | 75’ (rig.) Bozic 80’ Bonga |

| Arbitro: | Zorn |

|                      |           |                                                |
| Langer 35’ Bozic 53’ | Marcatori | 52’, 67’ Undav 73’ (aut.) Blumberg 86’ Piossek |

| Arbitro: | Weickenmeier |

|                                |           |            |
| Nietfeld 6’ Bahn 62’ Göbel 88’ | Marcatori | 50’ Langer |

| Chemnitz 16 agosto 2019, ore 19:00 CEST 5ª giornata | Chemnitz | 0 – 0 referto | Magdeburgo | Stadion an der Gellertstraße (5 598 spett.)\| Arbitro: \| Petersen \| |
| Arbitro:                                            | Petersen |               |            |                                                                       |

| Arbitro: | Rafalski |

|                        |           |                   |
| Dajaku 53’ Rochelt 63’ | Marcatori | 47’ Bohl 85’ Tuma |

| Arbitro: | Bokop |

|  |           |             |
|  | Marcatori | 77’ Klassen |

| Arbitro: | Heft |

|                             |           |            |
| Stroh-Engel 25’ (rig.), 51’ | Marcatori | 60’ García |

| Arbitro: | Gräfe |

|                                   |           |                       |
| Hosiner 42’ (rig.), 88’ Awuku 80’ | Marcatori | 25’ Obermair 53’ Jahn |

| Arbitro: | Hanslbauer |

|                         |           |  |
| Brünker 10’ Gehring 69’ | Marcatori |  |

| Arbitro: | Müller |

|                                 |           |           |
| García 57’ Bonga 60’ Tallig 78’ | Marcatori | 77’ Engin |

| Arbitro: | Gasteier |

|          |           |            |
| Kaya 36’ | Marcatori | 61’ Tallig |

| Arbitro: | Bacher |

|                                  |           |          |
| Hosiner 9’, 35’ (rig.) Bonga 14’ | Marcatori | 45’ Pick |

| Arbitro: | Osmanagic |

|                                |           |                                 |
| Litka 27’ Wagner 45’ Özcan 90’ | Marcatori | 15’ Müller 41’ Tallig 89’ Bozic |

| Chemnitz 10 novembre 2019, ore 14:00 CET 15ª giornata | Chemnitz | 0 – 0 referto | Kickers Würzburg | Stadion an der Gellertstraße (4 710 spett.)\| Arbitro: \| Braun \| |
| Arbitro:                                              | Braun    |               |                  |                                                                    |

| Arbitro: | Schultes |

|                     |           |             |
| Feigenspan 75’, 76’ | Marcatori | 23’ Hosiner |

| Arbitro: | Weickenmeier |

|            |           |                  |
| García 86’ | Marcatori | 83’ (rig.) Boere |

| Arbitro: | Storks |

|                               |           |                   |
| Hosiner 30’ (rig.) Langer 41’ | Marcatori | 3’ König 32’ Huth |

| Arbitro: | Kessel |

|            |           |                        |
| Breier 25’ | Marcatori | 45’ Hosiner 49’ Tallig |

#### Girone di ritorno
| Arbitro: | Bokop |

|                                               |           |                             |
| Bouziane 16’ Conrad 40’ Deville 53’ Koffi 85’ | Marcatori | 18’ García 27’, 44’ Hosiner |

| Arbitro: | Rafalski |

|                                |           |                            |
| Hosiner 25’ (rig.), 38’ (rig.) | Marcatori | 32’ Wunderlich 36’ Bunjaku |

| Arbitro: | Osmanagic |

|                  |           |                         |
| Itter 14’ (aut.) | Marcatori | 58’ (rig.), 90’ Hosiner |

| Arbitro: | Schwengers |

|                                   |           |  |
| Hosiner 68’ (rig.), 77’ Bonga 86’ | Marcatori |  |

| Arbitro: | Günsch |

|                    |           |           |
| Gjasula 78’ (rig.) | Marcatori | 41’ Bozic |

| Arbitro: | Hussein |

|               |           |  |
| Hoheneder 25’ | Marcatori |  |

| Arbitro: | Gasteier |

|                                                  |           |                                     |
| Lex 41’ Gebhart 56’ (rig.) Mölders 58’ Owusu 90’ | Marcatori | 2’ Hoheneder 36’ Tallig 65’ Hosiner |

| Arbitro: | Bokop |

|              |           |  |
| Reddemann 5’ | Marcatori |  |

| Arbitro: | Lechner |

|  |           |            |
|  | Marcatori | 56’ Tallig |

| Arbitro: | Sather |

|  |           |            |
|  | Marcatori | 48’ Gaines |

| Arbitro: | Pfeifer |

|                              |           |            |
| Daschner 10’ Stoppelkamp 80’ | Marcatori | 54’ García |

| Arbitro: | Weickenmeier |

|  |           |              |
|  | Marcatori | 23’ Kutschke |

| Arbitro: | Fritsch |

|                      |           |  |
| Röser 65’ Starke 75’ | Marcatori |  |

| Arbitro: | Hanslbauer |

|                     |           |  |
| Scherder 90’ (aut.) | Marcatori |  |

| Arbitro: | Haslberger |

|                                      |           |  |
| Pfeiffer 50’ Baumann 52’ Breunig 73’ | Marcatori |  |

| Arbitro: | Koslowski |

|               |           |                         |
| Hoheneder 69’ | Marcatori | 8’ Nkansah 37’ Biankadi |

| Arbitro: | Stegemann |

|            |           |           |
| Konrad 45’ | Marcatori | 87’ Bozic |

| Arbitro: | Siebert |

|                       |           |           |
| Huth 51’ Könnecke 84’ | Marcatori | 74’ Itter |

| Arbitro: | Brand |

|                                            |           |                            |
| Hosiner 50’ (rig.), 86’, 88’ Reddemann 78’ | Marcatori | 52’ Scherff 89’ Engelhardt |

### Coppa di Germania
| Arbitro: | Kampka |

|                                                          |                      |                                                              |
| Bozic 57’ (rig.) Langer 68’                              | Marcatori            | 62’ Hinterseer 75’ Kittel                                    |
| Müller Sărmov Bonga Schoppenhauer Tallig Itter Reddemann | Tiri di rigore 5 – 6 | Kittel Hinterseer Narey Wintzheimer Jairo van Drongelen Fein |

## Statistiche

### Statistiche di squadra
| Competizione      | Punti | In casa | In casa | In casa | In casa | In casa | In casa | In trasferta | In trasferta | In trasferta | In trasferta | In trasferta | In trasferta | Totale | Totale | Totale | Totale | Totale | Totale | DR |
| Competizione      | Punti | G       | V       | N       | P       | Gf      | Gs      | G            | V            | N            | P            | Gf           | Gs           | G      | V      | N      | P      | Gf     | Gs     | DR |
| ----------------- | ----- | ------- | ------- | ------- | ------- | ------- | ------- | ------------ | ------------ | ------------ | ------------ | ------------ | ------------ | ------ | ------ | ------ | ------ | ------ | ------ | -- |
| 3. Liga           | 44    | 19      | 8       | 6       | 5       | 28      | 21      | 19           | 3            | 5            | 11           | 26           | 39           | 38     | 11     | 11     | 16     | 54     | 60     | -6 |
| Coppa di Germania | -     | 1       | 0       | 1       | 0       | 2       | 2       | 0            | 0            | 0            | 0            | 0            | 0            | 1      | 0      | 1      | 0      | 2      | 2      | 0  |
| Totale            | 44    | 20      | 8       | 7       | 5       | 30      | 23      | 19           | 3            | 5            | 11           | 26           | 39           | 39     | 11     | 12     | 16     | 56     | 62     | -6 |

### Andamento in campionato
| Giornata  | 1 | 2  | 3  | 4  | 5  | 6  | 7  | 8  | 9  | 10 | 11 | 12 | 13 | 14 | 15 | 16 | 17 | 18 | 19 | 20 | 21 | 22 | 23 | 24 | 25 | 26 | 27 | 28 | 29 | 30 | 31 | 32 | 33 | 34 | 35 | 36 | 37 | 38 |
| --------- | - | -- | -- | -- | -- | -- | -- | -- | -- | -- | -- | -- | -- | -- | -- | -- | -- | -- | -- | -- | -- | -- | -- | -- | -- | -- | -- | -- | -- | -- | -- | -- | -- | -- | -- | -- | -- | -- |
| Luogo     | C | T  | C  | T  | C  | T  | C  | T  | C  | T  | C  | T  | C  | T  | C  | T  | C  | C  | T  | T  | C  | T  | C  | T  | C  | T  | C  | T  | C  | T  | C  | T  | C  | T  | C  | T  | T  | C  |
| Risultato | N | P  | P  | P  | N  | N  | P  | P  | V  | P  | V  | N  | V  | N  | N  | P  | N  | N  | V  | P  | N  | V  | V  | N  | V  | P  | V  | V  | P  | P  | P  | P  | V  | P  | P  | N  | P  | V  |
| Posizione | 9 | 14 | 19 | 19 | 19 | 19 | 19 | 19 | 19 | 19 | 19 | 19 | 16 | 17 | 17 | 17 | 17 | 17 | 17 | 17 | 17 | 17 | 16 | 16 | 15 | 17 | 13 | 12 | 14 | 15 | 15 | 17 | 16 | 16 | 16 | 16 | 17 | 17 |

Legenda:

Luogo: C = Casa; T = Trasferta. Risultato: V = Vittoria; N = Pareggio; P = Sconfitta.

### Statistiche dei giocatori
| Giocatore        | 3. Liga  | 3. Liga | 3. Liga     | 3. Liga    | Coppa di Germania | Coppa di Germania | Coppa di Germania | Coppa di Germania | Totale   | Totale | Totale      | Totale     |
| Giocatore        | Presenze | Reti    | Ammonizioni | Espulsioni | Presenze          | Reti              | Ammonizioni       | Espulsioni        | Presenze | Reti   | Ammonizioni | Espulsioni |
| ---------------- | -------- | ------- | ----------- | ---------- | ----------------- | ----------------- | ----------------- | ----------------- | -------- | ------ | ----------- | ---------- |
| N. Awuku         | 7        | 1       | 0           | 0          | 0                 | 0                 | 0                 | 0                 | 7        | 1      | 0           | 0          |
| R. Bekö          | 0        | 0       | 0           | 0          | 0                 | 0                 | 0                 | 0                 | 0        | 0      | 0           | 0          |
| N. Blumberg      | 11       | 0       | 3           | 0          | 1                 | 0                 | 0                 | 0                 | 12       | 0      | 3           | 0          |
| D. Bohl          | 21       | 1       | 11          | 0          | 1                 | 0                 | 0                 | 0                 | 22       | 1      | 11          | 0          |
| T. Bonga         | 37       | 4       | 2           | 0          | 1                 | 0                 | 0                 | 0                 | 38       | 4      | 2           | 0          |
| D. Bozic         | 29       | 5       | 5           | 0          | 1                 | 1                 | 0                 | 0                 | 30       | 6      | 5           | 0          |
| T. Campulka      | 10       | 0       | 2           | 0          | 0                 | 0                 | 0                 | 0                 | 10       | 0      | 2           | 0          |
| T. Doyle         | 6        | 0       | 2           | 0          | 0                 | 0                 | 0                 | 0                 | 6        | 0      | 2           | 0          |
| D. Frahn         | 1        | 0       | 0           | 0          | 0                 | 0                 | 0                 | 0                 | 1        | 0      | 0           | 0          |
| M. Freitas       | 3        | 0       | 0           | 0          | 0                 | 0                 | 0                 | 0                 | 3        | 0      | 0           | 0          |
| R. García        | 35       | 5       | 7           | 0          | 1                 | 0                 | 0                 | 0                 | 36       | 5      | 7           | 0          |
| S. Günther       | 0        | 0       | 0           | 0          | 0                 | 0                 | 0                 | 0                 | 0        | 0      | 0           | 0          |
| N. Hoheneder     | 34       | 3       | 9           | 0          | 0                 | 0                 | 0                 | 0                 | 34       | 3      | 9           | 0          |
| J. Hoppe         | 7        | 0       | 0           | 0          | 0                 | 0                 | 0                 | 0                 | 7        | 0      | 0           | 0          |
| P. Hosiner       | 28       | 19      | 10          | 0          | 0                 | 0                 | 0                 | 0                 | 28       | 19     | 10          | 0          |
| P. Itter         | 32       | 1       | 7           | 0          | 1                 | 0                 | 1                 | 0                 | 33       | 1      | 8           | 0          |
| J. Jakubov       | 38       | 0       | 2           | 0          | 1                 | 0                 | 0                 | 0                 | 39       | 0      | 2           | 0          |
| I. Karsanidis    | 0        | 0       | 0           | 0          | 0                 | 0                 | 0                 | 0                 | 0        | 0      | 0           | 0          |
| F. Krebs         | 6        | 0       | 0           | 0          | 0                 | 0                 | 0                 | 0                 | 6        | 0      | 0           | 0          |
| M. Langer        | 29       | 3       | 10          | 0          | 1                 | 1                 | 0                 | 0                 | 30       | 4      | 10          | 0          |
| L. Maloney       | 8        | 0       | 1           | 1          | 0                 | 0                 | 0                 | 0                 | 8        | 0      | 1           | 1          |
| P. Milde         | 31       | 0       | 6           | 0          | 1                 | 0                 | 0                 | 0                 | 32       | 0      | 6           | 0          |
| J. Mroß          | 0        | 0       | 0           | 0          | 0                 | 0                 | 0                 | 0                 | 0        | 0      | 0           | 0          |
| T. Müller        | 22       | 1       | 7           | 1          | 1                 | 0                 | 0                 | 0                 | 23       | 1      | 7           | 1          |
| M. Oesterhelweg  | 7        | 0       | 1           | 0          | 0                 | 0                 | 0                 | 0                 | 7        | 0      | 1           | 0          |
| S. Reddemann     | 34       | 2       | 11          | 0          | 1                 | 0                 | 0                 | 0                 | 35       | 2      | 11          | 0          |
| S. Roscher       | 0        | 0       | 0           | 0          | 0                 | 0                 | 0                 | 0                 | 0        | 0      | 0           | 0          |
| G. Sărmov        | 11       | 0       | 0           | 0          | 1                 | 0                 | 0                 | 0                 | 12       | 0      | 0           | 0          |
| C. Schoppenhauer | 9        | 0       | 1           | 0          | 1                 | 0                 | 0                 | 0                 | 10       | 0      | 1           | 0          |
| S. Sirigu        | 14       | 0       | 4           | 0          | 0                 | 0                 | 0                 | 0                 | 14       | 0      | 4           | 0          |
| P. Sturm         | 13       | 0       | 1           | 0          | 1                 | 0                 | 0                 | 0                 | 14       | 0      | 1           | 0          |
| E. Tallig        | 29       | 6       | 2           | 0          | 1                 | 0                 | 0                 | 0                 | 30       | 6      | 2           | 0          |
| D. Tuma          | 23       | 1       | 1           | 0          | 0                 | 0                 | 0                 | 0                 | 23       | 1      | 1           | 0          |
| K. Velkov        | 1        | 0       | 0           | 0          | 0                 | 0                 | 0                 | 0                 | 1        | 0      | 0           | 0          |
| D. Wunsch        | 0        | 0       | 0           | 0          | 0                 | 0                 | 0                 | 0                 | 0        | 0      | 0           | 0          |